# Isla Torgersen
La isla Torgersen es una pequeña isla rocosa de la Antártida que está situada a 64°46′S 64°5′O / -64.767, -64.083 al este de la isla Litchfield en la entrada al Puerto Arthur, en la costa sudoeste de la isla Anvers en el archipiélago Palmer, entre las puntas Bonaparte y Norsel.
Explorada por el FIDS británico en 1955, fue nombrada por el (UK-APC) en honor a Torstein Torgersen, primer oficial del Harbor a finales de febrero de 1955, procedente de Norsel donde estuvo haciendo sondeos.

## Reclamaciones territoriales
Argentina incluye a la isla en el departamento Antártida Argentina dentro de la provincia de Tierra del Fuego, Antártida e Islas del Atlántico Sur; para Chile forma parte de la comuna Antártica de la provincia Antártica Chilena dentro de la Región de Magallanes y de la Antártica Chilena; y para el Reino Unido integra el Territorio Antártico Británico. Las tres reclamaciones están sujetas a los términos del Tratado Antártico.
Nomenclatura de los países reclamantes: 
- Argentina: ?
- Chile: isla Torgersen
- Reino Unido: Torgersen Island